# Florimond de Beaune
Florimond de Beaune   (Blois, 7 d'octubre de 1601 - Blois, 18 d'agost de 1652) va ser un aristòcrata i matemàtic aficionat francès.

## Vida i obra
Fill d'una família aristocràtica de Blois, va estudiar a París, però mai va tenir la necessitat d'obtenir cap titulació. Va viure a Blois, on va ser conseller de la cort de justícia, a més de viure i explotar les seves possessions i les de la seva muller.
De Beaune és recordat, sobre tot, per haver escrit la introducció de la primera edició en llatí de la Géométrie de Descartes publicada el 1649 per Frans van Schooten. També va escriure altres obres que no es van publicar en vida seva i que, en morir, va encarregar a Erasmus Bartholin la seva publicació, però aquesta no es va arribar a fer mai i les obres semblaven perdudes fins que el 1963 es va trobar un manuscrit del seu llibre titulat La Doctrine de l'Angle Solide.
També va tenir una importància notable el fet que va ser el primer en plantejar un problema invers de tangents, és a dir, descriure una corba a partir de les propietats de les seves tangents, problema que no serà solucionat fins anys més tard per Leibniz donant inici al càlcul infinitesimal.